# Cascade de Haldebœuf
La cascade de Haldebœuf est située sur l'Eau rouge (également nommée Tolifaz), sur le territoire des communes de Spa et de Theux, en Belgique. Elle présente 2 mètres de dénivelé au dessus du ponton, mais 50 m en dessous. Un sentier escarpé la longe jusqu'en bas. Le ruisseau sert de séparation entre les deux communes.

## Étymologie
Haldebœuf est le nom du lieu-dit voisin. Il est fort probable que le nom de la cascade vient du village et non l'inverse. Halde est un terme ayant pour signification : Masse de matière. Ce mot n'est plus repris dans le Petit Robert depuis un demi-centenaire[Depuis quand ?]. La vallée spadoise et plus largement l'Ardenne sont connues pour leur passé sidérurgique, ce qui explique le terme halde.
Certains guides touristiques régionaux datant de 1930 utilisent Halteboeuf.

## Accessibilité
Elle se situe sur la promenade 15, accessible en moins de 5 km par les routes à partir du centre de Spa,.
Un petit ponton enjambe le Tolifaz a une dizaine de mètres de la cascade.